# Hagbards kulle
Hagbards kulle är en kungshög med diametern 30 meter och en höjd av 5 meter i Årstads socken i Falkenbergs kommun. Högen har avplanad topp och ligger på ett mindre gravfält med övertorvade stensättningar.

## Gravfältet
Gravfält har en utbredning av 90x50 meter i orienteringen nordöst /sydväs och består av 5 fornlämningar. Dessa utgörs av 1 hög och 4 runda stensättningar. Högen är 30 meter i  diameter och cirka 5 meter hög. I ytan på högen finns talrika synliga stenar av 0.2-0.4 meter stora. Högens avplanad topp är 6 meter diameter och i dess mitt finns en grop, 3 meter i diameter och 0.7 meter djup. I högens södra sluttning finns en mindre ytskada, cirka 4 meter i diameter och 0.4 meter djup. De runda stensättningarna är belägna nordväst, öster och söder om högen. Den största stensättningen nr 1  är 13 m medan de övriga  är 6-8 meter i diameter och 0.2-0.3 meter höga. Alla är övertorvade.

## Särestads gravfält
I närområdet finns ett annat lite större gravfält, Särestads gravfält, från  bronsåldern och den äldre järnåldern. Variationen av fornminnen är större med stensättningar, en treudd, och inte mindre än ett 40-tal resta stenar och dessutom cirka tio högar. Parkeringsficka och informationsskylt finns vid vägen. På några av de resta stenarna finns två parallella huggna linjer. Skålgropar finns på  fem av de resta stenarna och på ytterligare en sten kan man se rester av mycket vittrade ristningar.

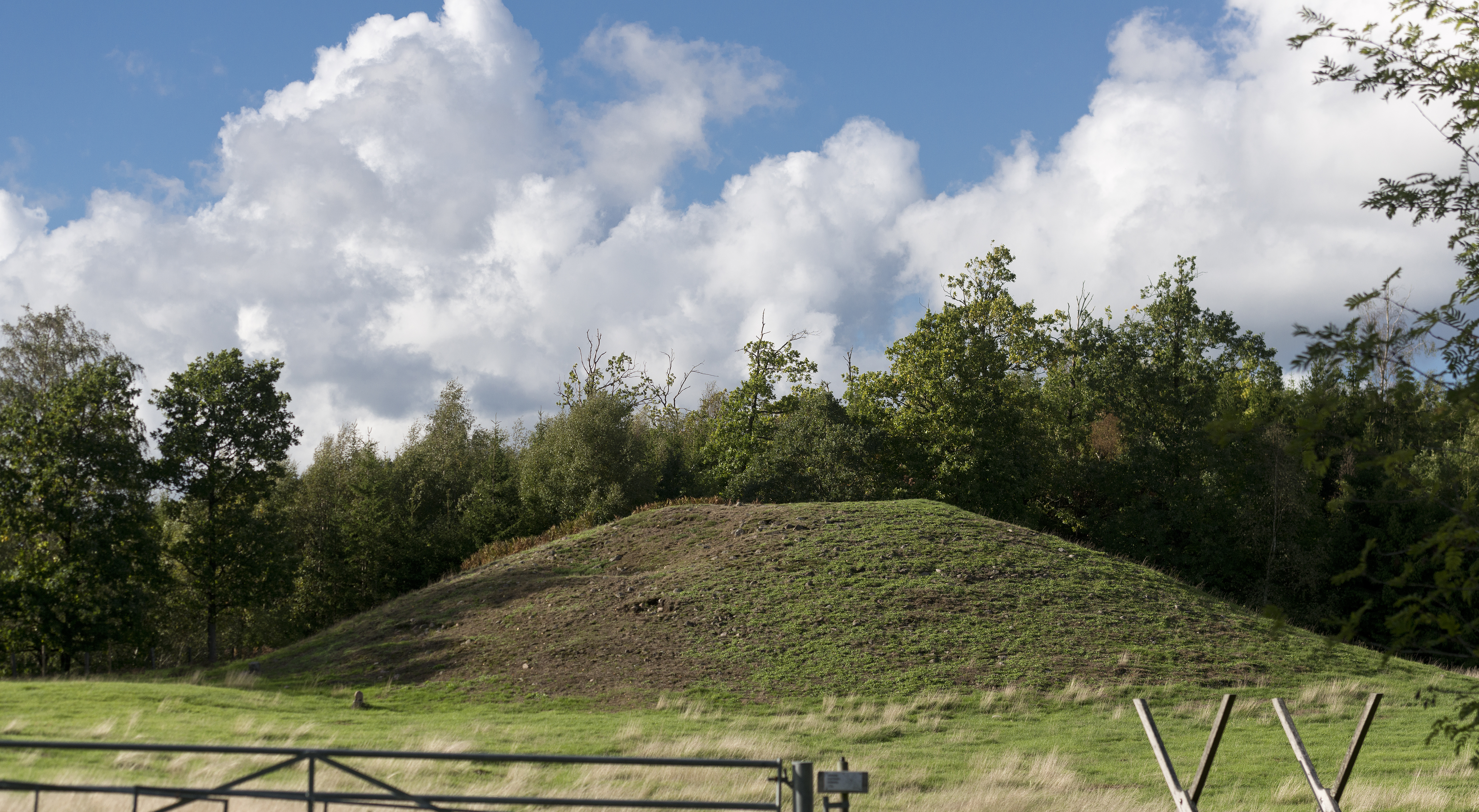
Hagbards kulle.
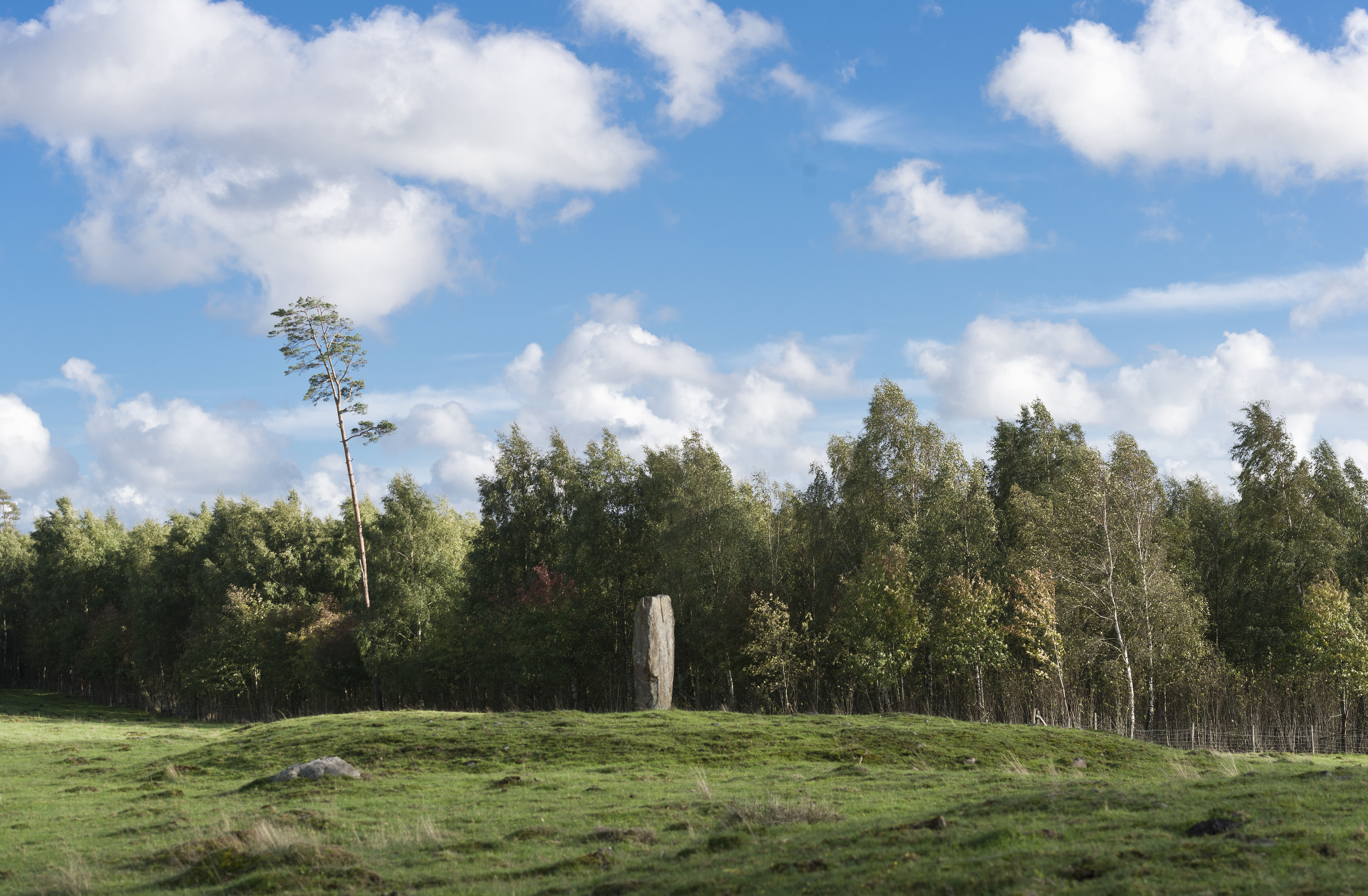
Stensättning med mittsten
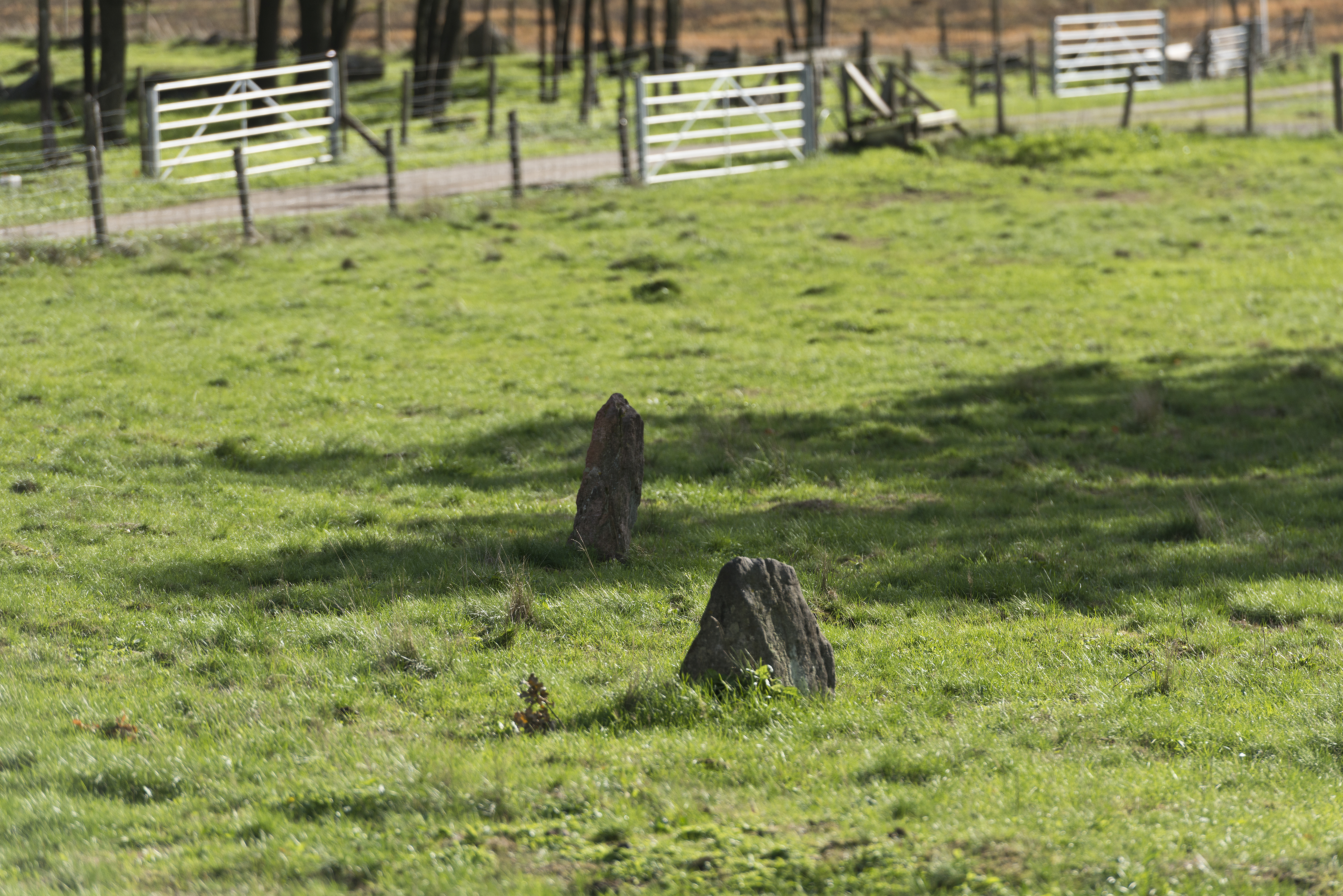

## Namnet
Hagbards kulle har fått sitt namn av sägnen om Hagbard och Signe /Signhild. Denna sägen har knutits till flera platser. Den tragiska sagan om  Hagbard och Signes kärlek är förlagd till vikingatiden och nedtecknades i krönikan Gesta Danorum av en dansk biskop på 1200-talet. Sagan är också känd från den  äldre fornisländsk litteraturen bland annat av skalden Snorre Sturlasson.